# Eupithecia yangana
Eupithecia yangana är en fjärilsart som beskrevs av Paul Dognin 1899. Eupithecia yangana ingår i släktet Eupithecia och familjen mätare. Inga underarter finns listade i Catalogue of Life.